# 建平 (白亚栗斯)
建平（415年三月—416年九月）是十六國時期河西胡人首领白亞栗斯、劉虎的年號，共計年餘。

## 纪年
| 建平 | 元年  | 二年  |
| ---- | ----- | ----- |
| 公元 | 415年 | 416年 |
| 干支 | 乙卯  | 丙辰  |

## 参看
- 中国年号索引
  - 其他时期使用建平的年号
- 同期存在的其他政权年号
  - 义熙（405年-418年十二月）：東晉皇帝晋安帝司马德宗的年号
  - 弘始（399年九月-416年正月）：后秦政权姚兴年号
  - 永和（416年二月-417年八月）：后秦政权姚泓年号
  - 永康（412年八月-419年十二月）：西秦政权乞伏熾磐年号
  - 太平（409年十月-430年十二月）：北燕政权冯跋年号
  - 建初（405年正月—417年二月）：西涼政权李暠年号
  - 玄始（412年十一月-428年十二月）：北凉政权沮渠蒙逊年号
  - 神瑞（414年正月-416年四月）：北魏政权拓跋嗣年号
  - 泰常（416年四月-423年十二月）：北魏政权拓跋嗣年号
  - 鳳翔（413年三月—418年十月）：夏国政權赫连勃勃的年号